# Карташкин, Владимир Алексеевич
Владимир Алексеевич Карташкин (род. 4 марта 1934, Москва) — советский и российский правовед.

## Биография
Родился 4 марта 1934 года.
Окончил юридический факультет МГУ. Преподавал в РУДН. Главный научный сотрудник сектора прав человека ИГП РАН. Доктор юридических наук, участник Конституционного Совещания 1993 г. Работал в Отделе по правам человека ООН, позднее Специальным консультантом заместителя Генерального секретаря ООН по юридическим вопросам. В 1996—2002 гг. — председатель Комиссии по правам человека при президенте РФ. С 1998 года был членом Подкомиссии по поощрению и защите прав человека ООН, после её реорганизации стал членом Консультативного комитета Совета по правам человека ООН.

## Научная деятельность
Область научных интересов: проблемы теории и практики международного права, территориальные проблемы, суверенитет, Устав ООН, права человека и другое.
Автор более 300 научных работ, в том числе монографий, учебных пособий и статей. Некоторые работы изданы в различных странах мира и переведены на иностранные языки.
В числе его публикаций:
- Россия и Всеобщая декларация прав человека / Московский журнал международного права. — 1998. — № 2. — С. 244.
- Механизм защиты прав человека / Журнал российского права. — 1999. — № 3-4. — С. 6—11.
- Международно-правовые стандарты прав человека: универсализм, регионализм, реалии / Карташкин В. А., Лукашева Е. А. / Государство и право. — 2010. — № 7. — С. 37—45.
- Судьба Крыма и международное право / Научно-аналитический журнал Обозреватель — Observer. — 2015. — № 10 (309). — С. 109—116.
- Права человека: соотношение и взаимодействие международного и внутригосударственного права / Труды Института государства и права Российской академии наук. — 2016. — № 4. — С. 14—34.